# Дивчовото
Дивчовото е село в Северна България. То се намира в община Тетевен, област Ловеч.

## География
Село Дивчовото се намира в Централна Стара планина в Тетевенски Балкан, началото на Национален парк Централен Балкан и резерват Боатин. (От Резерват Боатин извира река Боатинска, в която се вливат още десетина по-малки реки и през селото вече е река Дивчовска, която в местността Десеткар) разклона за гр. Етрополе, преминава

## История
По времето преди 1878 г.през селото са минали четниците на Панайот Хитов и групата на Георги Бенковски преди да се установят в местността Костина в с. Рибарица, където на Бенковски е направена турска засада и е убит.
До 1878 г. селото е било само махала от няколко кошари към с. Черни Вит. След Освобождението на България си правят къщи няколко тетевенски чорбаджии и гледат големи стада с овце. Има легенда, че при посещение на цар Борис в Тетевен, е воден на разходки в Тетевенския район и в махалата и царят, възхищавайки се от красотата на местността, се е произнесъл: „Колко е ДИВО и прекрасно тук!!!“ и оттогава е останало Дивчовото.

## Население
Численост и дял на етническите групи според преброяването на населението през 2011 г.:
|                     | Численост | Дял (в %) |
| Общо                | 174       | 100,00    |
| Българи             | 173       | 99,42     |
| Турци               | 0         | 0,00      |
| Цигани              | 0         | 0,00      |
| Други               | 0         | 0,00      |
| Не се самоопределят | 0         | 0,00      |
| Неотговорили        | 1         | 0,57      |

## Културни и природни забележителности
В с. Дивчовото има паметник на Панайот Хитов и е маркиран пътя на Бенковски, по който всяка година на 24-25 май преминават туристически групи от цяла България за да участват на 25 май в местността Костина край с. Рибарица за честванията на годишнините от гибелта на Георги Бенковски. По този маршрут преминават и много чуждестранни групи.
На 5 км от селото започва резерватът Боатин, който е обявен за биосферен резерват през 1948 г., поради наличието на много голям район с много редкия дървесен вид бял бук и необходимостта от неговото запазване. От резервата започва и Национален парк Централен Балкан. В Боатин е открит и голям район с белодробен лишей, който в съчетание с озона от вековната букова гора, влияе изключително благоприятно на страдащите от астма и белодробни заболявания.